# Privacy (canción)
Privacy (Intimidad) es una canción del cantante estadounidense Michael Jackson perteneciente a su último álbum, Invincible, lanzado en 2001. Es una canción compuesta por Michael Jackson, Rodney Jerkins, Fred Jerkins III, LaShawn Daniels y Bernard Bell. Fue producido por Michael y Rodney Jerkins. Este tema cuenta con importantes invitados, como Slash, antiguo guitarrista de Guns N'Roses, que ya había trabajado con Michael anteriormente en canciones como Black or White o Give In To Me, ambas del álbum Dangerous, y en D.S, también perteneciente a Michael, en su álbum HIStory. También en esta canción participa Nathan East al bajo. Fue grabada en los estudios de Sony Music en Nueva York y mezclada en HIT FACTORY/CRITERIA.

## Significado
Privacy significa "intimidad". La canción habla sobre como los Paparazzi y la prensa no dejaban en paz a Jackson, tanto en su vida privada como en su vida artística.
Los extractos más fuertes del tema son:
```
"Tienes a la gente confundida, cuentas las historias que quieres
 Tratas de hacerme perder al hombre que soy en realidad"
 Necesito mi intimidad, necesito mi intimidad 
 Así que Paparazzi, alejense de mí." 
```